# Gloria Contreras

Cartel Taller Coreográfico UNAM 1983, que fue creado y dirigido por Gloria Contreras

María del Carmen Gloria Contreras Röniger (Ciudad de México, 15 de noviembre de 1934-25 de noviembre de 2015) fue una coreógrafa, bailarina y académica mexicana.

## Estudios
Realizó sus primeros estudios de ballet en la Ciudad de México con Alicia Delgado y con Nelsy Dambré de 1946 a 1954. En 1955 ingresó al Royal Winnipeg Ballet de Canadá, dos años más tarde se trasladó a Nueva York para continuar sus estudios de 1956 a 1964 en la School of American Ballet. Fue discípula de Fierre Vladimiroff, Felia Doubrovska, Anatole Oboukhoff, Muriel Stuait y George Balanchine. Paralelamente, fue alumna de Carola Trier de 1958 a 1965. Durante su estancia en Nueva York estableció la compañía Cielito Lindo, la cual dirigió durante catorce años.

## Coreografa y labor académica
Regresó a México y comenzó a impartir clases en la Universidad Nacional Autónoma de México (UNAM). En 1970 fundó el Taller Coreográfico de la UNAM (TCUNAM) en el cual dirigió 94 temporadas en el Teatro Arq. Carlos Lazo de la Ciudad Universitaria de la UNAM y en la Sala Miguel Covarrubias del Centro Cultural Universitario, así como otras representaciones en Nueva York, Filadelfia y Baltimore. Presentó más de doscientas setenta y cinco coreografías, de las cuales ciento noventa y tres son suyas, creadas con música que abarca desde cantos del siglo XII hasta las composiciones más contemporáneas. Mostró un interés particular en convertir al ballet en un arte popular. Entre sus obras más destacadas se encuentra El mercado.
Brindó oportunidades a más de 30 coreógrafos al proporcionarles un foro abierto a la creación. Y desde 1974 organizó seminarios donde personas de todas las edades y profesiones han estudiado y practicado la danza. Su filosofía aceptó la ortodoxia dancística mediante la innovación a partir de la tradición y utilizó la técnica como un vehículo para la comunicación. Consideró al bailarín como elemento fundamental de la coreografía de manera que éste, apoyándose en la forma, comunicara la esencia fundamental del ser humano.
Por otra parte, publicó casi una veintena de libros sobre poesía, fotografía, ensayo, dibujo, coreografía y danza, así como artículos para la Revista de Bellas Artes, Hoy y el periódico El Nacional. Fue creadora emérita por el Sistema Nacional de Creadores de Arte desde 1999. Fue miembro de número de la Academia de Artes de México desde 2003 y del Consejo Internacional de la Danza de la Unesco.

## Premios y reconocimientos
Durante su trayectoria artística y académica fue galardonada con los siguientes premios:
- Premio Unión Mexicana de Cronistas de Teatro y Música, en 1970 y 1984.
- Premio Ixtlitón y Medalla de Oro en el Festival Mundial de Folklore de Guadalajara en 1972.
- Copa de Plata a la Excelencia Artística por la revista Ópera Popular de Estados Unidos en 1981.
- Medalla “Una Vida en la Danza” otorgada por el Instituto Nacional de Bellas Artes en 1985 y en 1989.
- Premio Universidad Nacional en el área de creación artística y extensión de la cultura otorgado por la Universidad Nacional Autónoma de México en 1995.
- Premio “Guillermina Bravo” en 2002.
- Premio Nacional de Ciencias y Artes en el área de Bellas Artes otorgado por la Secretaría de Educación Pública en 2005.